# Amy Aquino

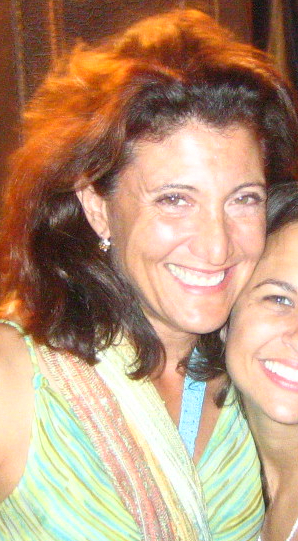
Amy Aquino (2006)

Amy Aquino (* 20. März 1957 in Teaneck, New Jersey) ist eine US-amerikanische Schauspielerin.

## Leben
Amy Aquino wurde 1957 in Teaneck als Tochter von Salvatore und Adele Aquino geboren.
Sie erhielt ihren Bachelor of Arts an der Harvard University und ihren Master of Fine Arts an der Yale School of Drama.
Aquinos Filmkarriere begann Ende der 1980er Jahre mit zwei profilierten Kurzauftritten in Mondsüchtig und Die Waffen der Frauen. In Mondsüchtig war sie als überdrehte Friseurin der von Cher dargestellten Loretta Castorini zu sehen; in Die Waffen der Frauen spielte sie in der prägnanten Schlussszene die Assistentin der von der Sekretärin zur Managerin beförderten Tess McGill (Melanie Griffith).
Danach folgten zahlreiche Auftritte in Fernseh- und Filmproduktionen. Parallel trat sie am Theater auf, vor allem Off-Broadway. Nach einem Umzug nach Los Angeles war sie ab 1991 in beiden Staffeln der CBS-Sitcom Brooklyn Bridge als Phyllis Berger Silver zu sehen. Seit dem Jahr 1995 spielte Aquino in der Krankenhausserie Emergency Room – Die Notaufnahme die Rolle der Dr. Janet Coburn. Zur gleichen Zeit war sie in der Dramaserie Picket Fences – Tatort Gartenzaun als Dr. Joanna 'Joey' Diamond zu sehen.
Seit dem Jahr 2014 spielte Aquino in sieben Staffeln der Fernsehserie Bosch an der Seite von Titus Welliver und Jamie Hector die Rolle der Lt. Grace Billets.
Aquino ist seit 1987 Mitglied der US-Schauspielergewerkschaft SAG-AFTRA, in der sie später auch verschiedene Führungspositionen wie die des 1st Vice President (1994–1998) oder des National Secretary-Treasurer (2009–2015) bekleidete.
Sie ist seit 1995 verheiratet und lebt mit ihrem Mann in Los Angeles.

## Filmografie (Auswahl)
- 1987: Dieses süße Leben (Easy Street, Fernsehserie, 2 Episoden)
- 1987: Mondsüchtig (Moonstruck)
- 1988: Die Waffen der Frauen (Working Girl)
- 1989: One of the Boys (Fernsehserie, 6 Episoden)
- 1990: Blutiger Engel (Descending Angel, Fernsehfilm)
- 1990: Law & Order (Fernsehserie, 1 Episode)
- 1991–1993: Brooklyn Bridge (Fernsehserie, 32 Episoden)
- 1991: The Last to Go (Fernsehfilm)
- 1991: Roseanne (Fernsehserie, 1 Episode)
- 1991: Teuflisches Komplott (False Arrest, Fernsehfilm)
- 1992: Alan & Naomi
- 1993: Ich will neue Eltern (A Place to Be Loved, Fernsehfilm)
- 1993: Jack Reed: Unter Mordverdacht (Jack Reed: Badge of Honor, Fernsehfilm)
- 1994: Verraten und mißbraucht (Betrayal of Trust, Fernsehfilm)
- 1994: Danielle Steel – Nur einmal im Leben (Once in a Lifetime, Fernsehfilm)
- 1994–1995: Madman of the People (Fernsehserie, 16 Episoden)
- 1995: Kaffee, Milch und Zucker (Boys on the Side)
- 1995: Die letzte Hoffnung (My Brother's Keeper, Fernsehfilm)
- 1995–2009: Emergency Room – Die Notaufnahme (ER, Fernsehserie, 26 Episoden)
- 1995–1996: Picket Fences – Tatort Gartenzaun (Picket Fences, Fernsehserie, 12 Episoden)
- 1997: Ally McBeal (Fernsehserie, 1 Episode)
- 1999: Zoe, Duncan, Jack & Jane (Fernsehserie, 3 Episoden)
- 1999–2000: Für alle Fälle Amy (Judging Amy, Fernsehserie, 3 Episoden)
- 2000: The West Wing – Im Zentrum der Macht (The West Wing, Fernsehserie, 1 Episode)
- 2000: New York Cops – NYPD Blue (NYPD Blue, Fernsehserie, 1 Episode)
- 2000: Voll daneben, voll im Leben (Freaks and Geeks, Fernsehserie, 2 Episoden)
- 2000–2002: Felicity (Fernsehserie, 10 Episoden)
- 2001–2004: Crossing Jordan – Pathologin mit Profil (Crossing Jordan, Fernsehserie, 8 Episoden)
- 2002: Undisputed – Sieg ohne Ruhm (Undisputed)
- 2002: Weißer Oleander (White Oleander)
- 2002: Lass es, Larry! (Curb Your Enthusiasm, Fernsehserie, 2 Episoden)
- 2002: Alias – Die Agentin (Alias, Fernsehserie, 1 Episode)
- 2002–2005: Alle lieben Raymond (Everybody Loves Raymond, Fernsehserie, 4 Episoden)
- 2003: National Security
- 2003: The Singing Detective
- 2003: Practice – Die Anwälte (The Practice, Fernsehserie, 1 Episode)
- 2004: Woman Thou Art Loosed
- 2004: Reine Chefsache (In Good Company)
- 2005: So was wie Liebe (A Lot Like Love)
- 2005: CSI: NY (Fernsehserie, 1 Episode)
- 2005: Weeds – Kleine Deals unter Nachbarn (Weeds, Fernsehserie, 1 Episode)
- 2005: Just Legal (Fernsehserie, 1 Episode)
- 2005, 2009: Monk (Fernsehserie, 2 Episoden)
- 2006: Ghost Whisperer – Stimmen aus dem Jenseits (Ghost Whisperer, Fernsehserie, 1 Episode)
- 2006: Heist (Fernsehserie, 3 Episoden)
- 2006–2008: CSI: Den Tätern auf der Spur (CSI: Crime Scene Investigation, Fernsehserie, 2 Episoden)
- 2007: Desperate Housewives (Fernsehserie, 1 Episode)
- 2007: Boston Legal (Fernsehserie, 1 Episode)
- 2007: Shark (Fernsehserie, 1 Episode)
- 2008: The Closer (Fernsehserie, 1 Episode)
- 2008: Grey’s Anatomy (Fernsehserie, 1 Episode)
- 2009–2010: Brothers & Sisters (Fernsehserie, 5 Episoden)
- 2010: Big Love (Fernsehserie, 2 Episoden)
- 2010: Castle (Fernsehserie, 1 Episode)
- 2010: In My Sleep
- 2010: Private Practice (Fernsehserie, 1 Episode)
- 2010: Deal O'Neal (Fernsehfilm)
- 2011: Harry’s Law (Fernsehserie, 5 Episoden)
- 2012: The Finder (Fernsehserie, 4 Episoden)
- 2013: The Mentalist (Fernsehserie, 2 Episoden)
- 2013: Bewaffneter Widerstand – Armed Response (In Security)
- 2013: Glee (Fernsehserie, 2 Episoden)
- 2013: Divorce: A Love Story (Fernsehfilm)
- 2013–2014: Being Human (Fernsehserie, 9 Episoden)
- 2014: Suits (Fernsehserie, 1 Episode)
- 2014–2021: Bosch (Fernsehserie, 68 Episoden)
- 2015: The Lazarus Effect
- 2016: Ctrl Alt Delete
- 2018: Beautiful Boy
- 2020: Grace and Frankie (Fernsehserie, 1 Episode)
- 2020–2021: The Good Fight (Fernsehserie, 2 Episoden)
- 2021: The Falcon and the Winter Soldier (Fernsehserie, 3 Episoden)
- 2022: The Grotto
- 2024: Juror #2

## Theater (Auswahl)
- 1988: Cold Sweat (Playwrights Horizons)
- 1988: Right Behind the Flag (Playwrights Horizons)
- 1990–1991: Love Diatribe (Circle Repertory Theatre)
- 1991: Road to Nirvana (Circle Repertory Theatre)
- 2005: Third (Mitzi E. Newhouse Theater)
- 2010: Secrets of the Trade (59E59 Theaters / Theater A)